# Ballets suédois

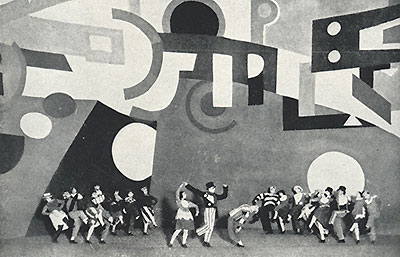
Ballets suédois : Skating-Rink, 1922.

Les Ballets suédois sont une compagnie de ballet installée à Paris de 1920 à 1925 au Théâtre des Champs-Élysées, sous la direction d'un industriel passionné de danse, Rolf de Maré.
Ils sont nés de la séparation de Michel Fokine d'avec les Ballets russes de Serge de Diaghilev et tentent d'offrir au public parisien une diversité et une richesse sans doute moins impressionnante que le répertoire des Ballets russes, mais néanmoins tout aussi novatrice, sous l'impulsion de son chorégraphe Jean Börlin.
Travaillant avec des librettistes comme Paul Claudel, Luigi Pirandello, Pär Lagerkvist, Blaise Cendrars, Francis Picabia et Jean Cocteau, les Ballets suédois sont une véritable vitrine littéraire de l'époque. Rolf de Maré commande les musiques des ballets à Arthur Honegger, Darius Milhaud, Georges Auric, Erik Satie, Francis Poulenc et même Cole Porter, qui composera un des premiers « ballets jazz » de l'histoire : Within the Quota (1923), avec une orchestration de Charles Koechlin. La même saison, les Ballets suédois présentent La Création de monde de Darius Milhaud, décors de Fernand Léger.
Le plus grand succès des Ballets suédois est sans doute Le Marchand d'oiseaux de Germaine Tailleferre, qui a été programmé plus que trois cents fois pendant trois saisons et dont l'ouverture a été reprise par Serge de Diaghilev pour les entractes des Ballets russes.
Les Ballets suédois iront en tournée à Londres en 1920, en Espagne et à Bruxelles en 1921, en Allemagne, à Vienne et à Budapest en 1922 puis à Stockholm leur pays d'origine en mai 1922, en 1923 en Italie puis en Amérique en 1923/1924.
À l'occasion du ballet Relâche d'Erik Satie, René Clair tourne le film Entr'acte.
Quant aux décors et costumes, ils sont l'œuvre de peintres comme Giorgio De Chirico, Paul Colin, Pierre Bonnard, Marie Vassilieff, Georges Mouveau et surtout Fernand Léger.
En quatre ans, Jean Börlin signe 24 chorégraphies, dont plusieurs seront incomprises du public, tant il remet en question la définition même de la danse. Les critiques lui reprochent même de ne pas « danser ». Mais cette nouvelle philosophie sera intégrée dans le courant de la danse moderne quelques années plus tard.

## Créations
Toutes les chorégraphies sont de Jean Börlin
- 25 mars 1920 : Sculpture nègre, musique de Francis Poulenc, costumes de Paul Colin
- 25 octobre 1920 : Jeux, musique de Claude Debussy, scénographie de Pierre Bonnard — Iberia, musique d'Isaac Albeniz, orchestration de Désiré-Émile Inghelbrecht, décors et costumes de Théophile Alexandre Steinlen — Nuit de Saint-Jean, musique de Hugo Alfvén, décors et costumes de Nils von Dardel
- 8 novembre 1920 : Maison de fous, musique de Viking Dahl (sv), décors et costumes de Nils von Dardel — Le Tombeau de Couperin, musique de Maurice Ravel, décors et costumes de Pierre Laprade
- 13 novembre 1920 : Derviches, musique d'Alexandre Glazounov, décors de Georges Mouveau
- 18 novembre 1920 : El Greco, musique d'Inghelbrecht, décors de Georges Mouveau — Les Vierges folles, musique de Kurt Atterberg, décors et costumes de Einar Nerman (sv)
- 15 février 1921 : La Boîte à joujoux, musique de Claude Debussy, livret, décors et costumes d'André Hellé
- 6 juin 1921 : L'Homme et son désir, musique de Darius Milhaud, livret de Paul Claudel, décors et costumes d'Audrey Parr
- 18 juin 1921 : Les Mariés de la tour Eiffel, musique du Groupe des Six, livret de Jean Cocteau, décors d'Irène Lagut, costumes de Jean Hugo
- 20 novembre 1921 : Dansgille, musique d'Eugène Bigot
- 20 janvier 1922 : Skating-Rink, musique d'Arthur Honegger, livret de Ricciotto Canudo, décors et costumes de Fernand Léger
- 25 mai 1923 : Le Marchand d'oiseaux, musique de Germaine Tailleferre, livret, décors et costumes d'Hélène Perdriat — Offerlunden, musique d'Algot Haquinius (sv), décors et costumes de Gunnar Hallström (sv)
- 25 octobre 1923 : La Création du monde, musique de Darius Milhaud, livret de Blaise Cendrars, décors et costumes de Fernand Léger — Within the Quota, musique de Cole Porter, livret, décors et costumes de Gerald Murphy
- 19 novembre 1924 : Le Roseau, musique de Daniel Lazarus, décors et costumes d'Alexandre Alexeïeff — Le Porcher, musique de Pierre-Octave Ferroud, livret d'après Hans Christian Andersen, décors et costumes d'Alexandre Alexeïeff — Le Tournoi singulier, musique de Roland-Manuel, livret d'après Louise Labé, décors et costumes de Foujita — La Jarre, musique d'Alfredo Casella, livret de Luigi Pirandello, décors et costumes de Giorgio De Chirico
- 4 décembre 1924 : Relâche, musique d'Erik Satie, livret, décors et costumes de Francis Picabia